# Paranthura gracilipes
Paranthura gracilipes is een pissebed uit de familie Paranthuridae. De wetenschappelijke naam van de soort is voor het eerst geldig gepubliceerd in 1930 door Nordenstam.